# Infurcitinea
Infurcitinea är ett släkte av fjärilar som beskrevs av Arnold Spuler 1910. Infurcitinea ingår i familjen äkta malar.

## Bildgalleri

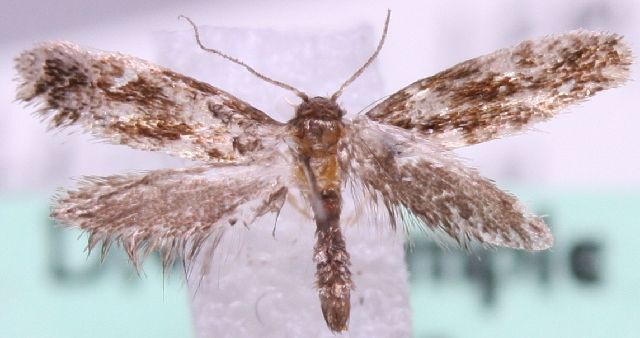
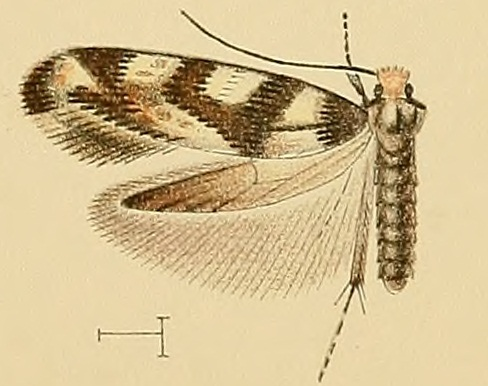

## Dottertaxa tillInfurcitinea, i alfabetisk ordning[1][2]
- Infurcitinea albanica
- Infurcitinea albicomella
- Infurcitinea albulella
- Infurcitinea amseli
- Infurcitinea anatolica
- Infurcitinea arenbergeri
- Infurcitinea argentimaculella
- Infurcitinea atrifasciella
- Infurcitinea banatica
- Infurcitinea belviella
- Infurcitinea brunneopterella
- Infurcitinea captans
- Infurcitinea cyprica
- Infurcitinea fasciella
- Infurcitinea finalis
- Infurcitinea frustigerella
- Infurcitinea gaedikei
- Infurcitinea gaedikella
- Infurcitinea graeca
- Infurcitinea grisea
- Infurcitinea hellenica
- Infurcitinea ignicomella
- Infurcitinea incertula
- Infurcitinea iranensis
- Infurcitinea italica
- Infurcitinea karadaghica
- Infurcitinea karmeliella
- Infurcitinea karsholti
- Infurcitinea kasyi
- Infurcitinea klimeschi
- Infurcitinea lakoniae
- Infurcitinea lambessella
- Infurcitinea litochorella
- Infurcitinea longipennis
- Infurcitinea luteella
- Infurcitinea marcunella
- Infurcitinea maroccana
- Infurcitinea maura
- Infurcitinea media
- Infurcitinea megalopterella
- Infurcitinea minuscula
- Infurcitinea monteiroi
- Infurcitinea nedae
- Infurcitinea nigropluviella
- Infurcitinea nuristanica
- Infurcitinea obscura
- Infurcitinea obscuroides
- Infurcitinea ochridella
- Infurcitinea olympica
- Infurcitinea palpella
- Infurcitinea parentii
- Infurcitinea parnassiella
- Infurcitinea peterseni
- Infurcitinea quettaella
- Infurcitinea raddei
- Infurcitinea rebeliella
- Infurcitinea reisseri
- Infurcitinea roesslerella
- Infurcitinea rumelicella
- Infurcitinea safedella
- Infurcitinea sardica
- Infurcitinea sardiniella
- Infurcitinea senecae
- Infurcitinea siciliana
- Infurcitinea tauridella
- Infurcitinea taurus
- Infurcitinea teheranensis
- Infurcitinea teriolella
- Infurcitinea toechophila
- Infurcitinea tribertii
- Infurcitinea turcica
- Infurcitinea walsinghami
- Infurcitinea vanderwolfi
- Infurcitinea vartianae
- Infurcitinea yildizae